# Becket (pel·lícula)
 Becket és una pel·lícula britànico-estatunidenca dirigida per Peter Glenville, estrenada el 1964. Es tracta de la recuperació a la pantalla de l'obra teatral "Becket" de Jean Anouilh, del 1959. Aquesta pel·lícula ha estat doblada al català.

## Argument
Al segle xii, Thomas Becket és el canceller del regne i l'amic d'Enric II d'Anglaterra. Aquest l'ha de promoure a Arquebisbe de Canterbury a la seva mort. Becket se sent llavors investit per totes les tasques que li incumbeixen, però les seves activitats fan aviat d'ell un rival per al rei.

## Crítica
Peter Glenville va dirigir aquesta esplèndida mostra de cinema històric, estructurat mitjançant salts en el temps, que adapta la peça teatral l'autor francès Jean Anouilh. Presenta, a més, un magnífic duel interpretatiu entre Peter O'Toole i Richard Burton. L'actor irlandès protagonista de Lawrence d'Aràbia és un Enric II capritxós i mesquí però també vulnerable. La interpretació del gal·lès, que acabava d'encarnar Marc Antoni de Cleòpatra (1963), és igualment antològica. Becket té una cruïlla que l'obliga a decidir entre ser lleial al seu rei o ser lleial a Déu. Tots dos van optar a l'Oscar al millor intèrpret principal, però es van quedar sense estatueta, ja que va anar a parar a Rex Harrison per My Fair Lady. El film tampoc va tenir molta més sort en les altres nou categories en què va ser nominada, ja que només va aconseguir un Oscar al millor guió adaptat, premiant el treball d'Edward Anhalt.

## Repartiment
- Richard Burton: Thomas Becket
- Peter O'Toole: Enric II d'Anglaterra
- John Gielgud: Lluís VII de França
- Gino Cervi: Cardenal Zambelli
- Paolo Stoppa: Papa Alexandre III
- Donald Wolfit: Bisbe Folliot
- David Weston: Germà John
- Martita Hunt: Matilde d'Anglaterra
- Pamela Brown: Elionor d'Aquitània
- Siân Phillips: Gwendolen
- Felix Aylmer: Arquebisbe de Canterbury
- Percy Herbert: Baró
- Inigo Jackson: Robert de Beaumont
- Niall MacGinnis: Baró
- John Phillips: Bisbe de Winchester
- Frank Pettingell: Bisbe de York
- Peter Jeffrey: Baró

## Premis i nominacions

### Premis
- 1965: Oscar al millor guió adaptat per Edward Anhalt
- 1965: Globus d'Or al millor actor dramàtic per Peter O'Toole
- 1965: BAFTA a la millor direcció artística per John Bryan
- 1965: BAFTA a la millor fotografia per Geoffrey Unsworth
- 1965: BAFTA al millor vestuari per Margaret Furse

### Nominacions
- 1965: Oscar a la millor pel·lícula
- 1965: Oscar al millor director per Peter Glenville
- 1965: Oscar al millor actor per Richard Burton
- 1965: Oscar al millor actor per Peter O'Toole
- 1965: Oscar al millor actor secundari per John Gielgud
- 1965: Oscar a la millor direcció artística per John Bryan, Maurice Carter, Patrick McLoughlin i Robert Cartwright
- 1965: Oscar a la millor fotografia per Geoffrey Unsworth
- 1965: Oscar al millor vestuari per Margaret Furse
- 1965: Oscar al millor muntatge per Anne V. Coates
- 1965: Oscar a la millor banda sonora per Laurence Rosenthal
- 1965: Oscar al millor so per John Cox (Shepperton SSD)
- 1965: Globus d'Or al millor director per Peter Glenville
- 1965: Globus d'Or al millor actor dramàtic per Richard Burton
- 1965: Globus d'Or al millor guió per Laurence Rosenthal
- 1965: BAFTA a la millor pel·lícula
- 1965: BAFTA a la millor pel·lícula britànica
- 1965: BAFTA al millor actor per Peter O'Toole
- 1965: BAFTA al millor guió adaptat per Edward Anhalt

## Rebuda
Digna i fidedigna adaptació cinematogràfica del drama teatral d'Anouilh. De nul interès per la seva posada en escena, de la que queden només els focs artificials de la histriònica parella protagonista, amb la proverbial sobreactuació de Peter O’Toole.